# Parafia Matki Bożej Gromnicznej w Kożuchowie
Parafia Matki Bożej Gromnicznej w Kożuchowie – parafia rzymskokatolicka w mieście Kożuchów, należąca do dekanatu Kożuchów diecezji zielonogórsko-gorzowskiej, metropolii szczecińsko-kamieńskiej w Polsce.

## Historia
Parafia została erygowana w 1275 roku. W latach 1524–1651 kościół był świątynią protestancką.

## Proboszczowie
- ks. Jerzy Wyrzwoł (1945–1947)[2]
- ks. Benedykt Borkowski (1947–1951)[2]
- o. Pelegryn Malinowski (1951 – 1960)[2]
- ks. Adam Dziedzic (1960 – 1974)[2]
- ks. Tadeusz Szewczyk (1974 – 1976)[2]
- ks. Jan Szutkowski (1976 – 1985)[2]
- ks. Marian Winkiel (1985 – 1990)[2]
- ks. Władysław Stachura (1991 – 2014)[2]
- ks. Robert Węglewski (2014–2021)[2]
- ks. Mariusz Dudka (2021– )[1]

## Zasięg
Do parafii należą wierni z miejscowości: Bielice, Cisów, Czciradz, Dziadoszyce, Kożuchów, Lasocin, Słocin, Sokołów, Solniki, Stypułów, Zawada.